# Reginald Herbert Ryrie Steward
Reginald Herbert Ryrie Steward, britanski general, * 1898, † 1975.